# Lanckorońska Góra
Lanckorońska Góra (545) – góra w miejscowości Lanckorona w województwie małopolskim. Jest najwyższym wzniesieniem w grupie Wzgórz Lanckorońskich, które w regionalizacji fizycznogeograficznej Polski według Jerzego Kondrackiego znajdują się na Pogórzu Wielickim. Na mapie Geoportalu ma nazwę Góra Zamkowa.
Jest porośnięta lasem. Na najwyższym wzniesieniu znajdują się ruiny zamku lanckorońskiego, wzniesionego za czasów Kazimierza Wielkiego. Były one kiedyś widownią krwawych walk konfederatów barskich dowodzonych przez Kazimierza Pułaskiego z wojskami carskimi gen. Suworowa. Stoki górskie zalesione lasami mieszanymi z przewagą jodły i świerka. Na południowym stoku góry, poniżej poziomu lasu leży Lanckorona.
Wokół góry przebiega wiele tras spacerowych, rowerowych oraz trasa narciarstwa biegowego, jak również szlaki turystyczne:
 szlak niebieski – z Brzeźnicy do Łopusznej
 szlak żółty – z Myślenic do Chełmu Wschodniego

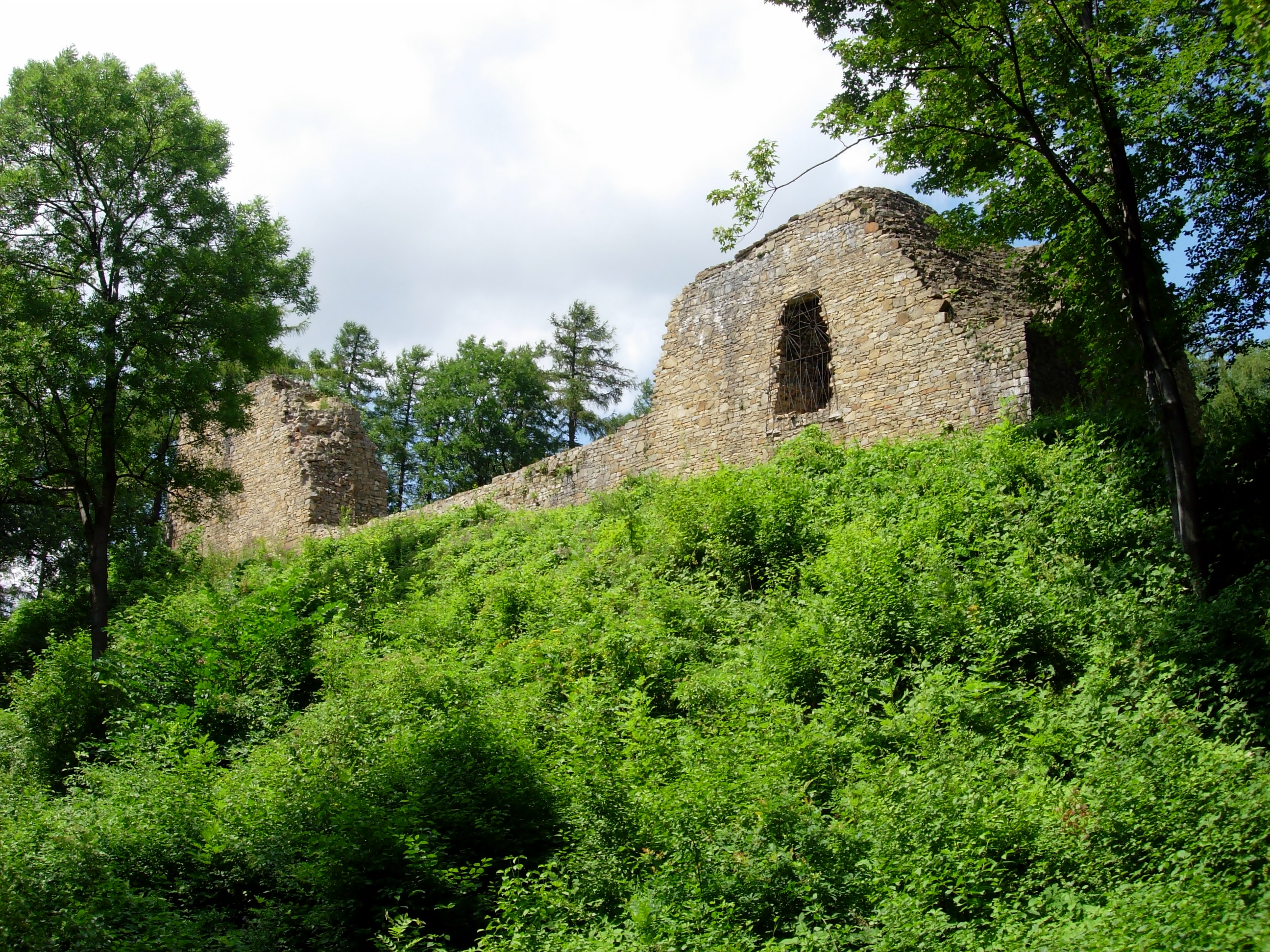
Ruiny zamku na Górze Lanckorońskiej
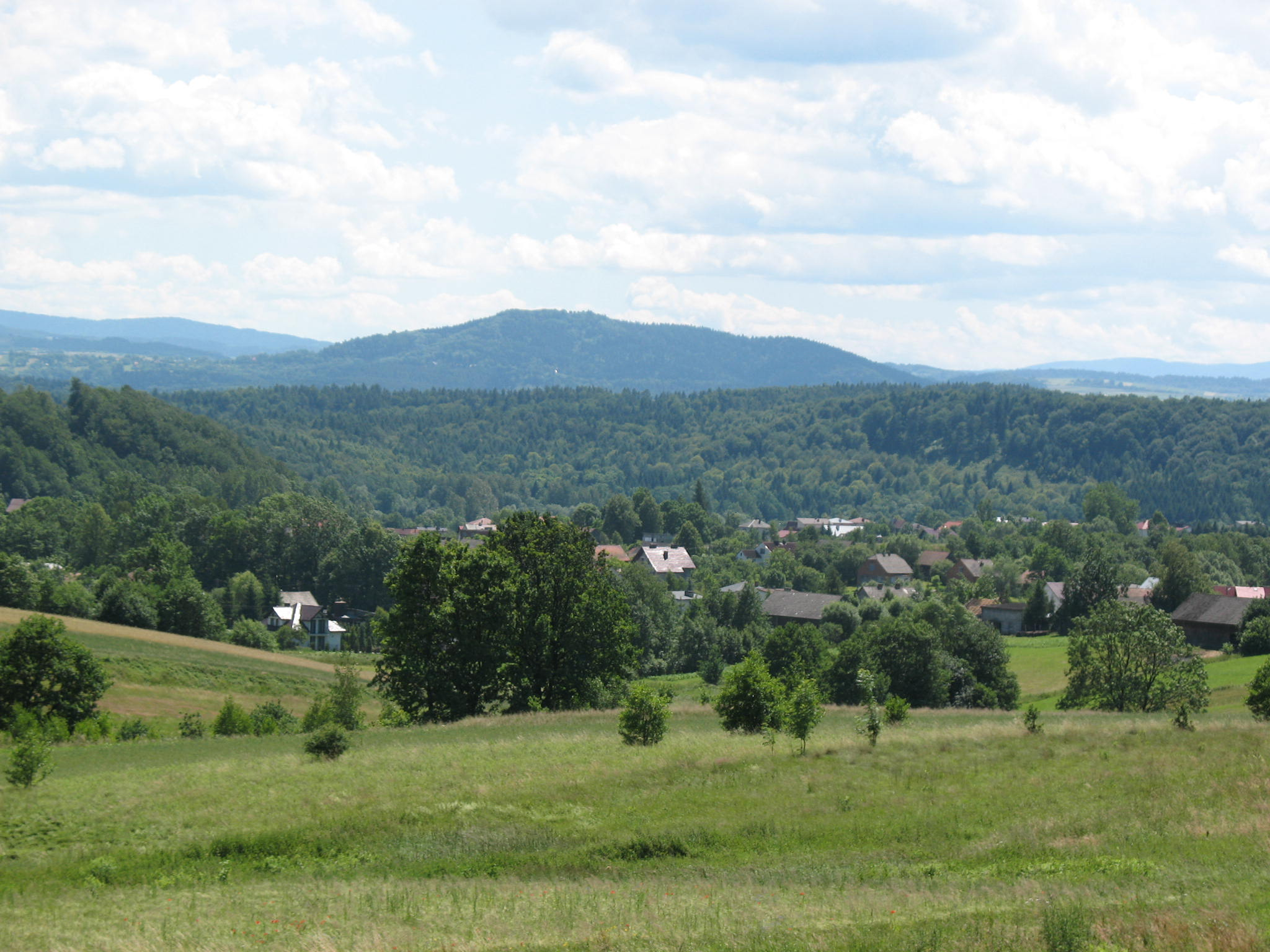
Widok na Górę Lanckorońską z Przytkowic